# Società Sportiva Calcio Campania 1983-1984
Questa voce raccoglie le informazioni riguardanti il Campania nelle competizioni ufficiali della stagione 1983-1984.

## Stagione

### Piazzamento
Serie C1 1983-1984: 13º

## Divise e sponsor
| 1ª maglia | 2ª maglia | 3ª maglia |

## Organigramma societario
Area direttiva
- Presidente:  Antonio Morra Greco
- Direttore Sportivo: Riccardo Franceschini

Area organizzativa
- Segretario generale: Salvatore Improta

Area tecnica
- Allenatore:  Vincenzo Montefusco poi  Nedi
- Allenatore in 2ª: Antonio Manco

## Rosa
| N. |                   | Ruolo | Calciatore            |
| -- | ----------------- | ----- | --------------------- |
|    | Italia (bandiera) | P     | Luigi Genovese        |
|    | Italia (bandiera) | P     | Dario Marigo          |
|    | Italia (bandiera) | P     | Pasquale Visconti     |
|    | Italia (bandiera) | D     | Gaetano Costa         |
|    | Italia (bandiera) | D     | Mauro Della Bianchina |
|    | Italia (bandiera) | D     | Giacinto Di Battista  |
|    | Italia (bandiera) | D     | Eduardo Gargiulo      |
|    | Italia (bandiera) | D     | Roberto Giansanti     |
|    | Italia (bandiera) | D     | Lucio Nobile          |
|    | Italia (bandiera) | C     | Massimo Bodini        |

| N. |                   | Ruolo | Calciatore         |
| -- | ----------------- | ----- | ------------------ |
|    | Italia (bandiera) | C     | Giuseppe Cimmaruta |
|    | Italia (bandiera) | C     | Claudio Foscarini  |
|    | Italia (bandiera) | C     | Maurizio Improta   |
|    | Italia (bandiera) | C     | Vincenzo Liguori   |
|    | Italia (bandiera) | C     | Giuseppe Massa     |
|    | Italia (bandiera) | C     | Angelo Orazi       |
|    | Italia (bandiera) | C     | Maurizio Sandri    |
|    | Italia (bandiera) | A     | Antonio De Vitis   |
|    | Italia (bandiera) | A     | Orazio Sorbello    |

## Calciomercato
| Acquisti | Acquisti             | Acquisti    | Acquisti |
| R.       | Nome                 | da          | Modalità |
| -------- | -------------------- | ----------- | -------- |
| C        | Massimo Bodini       | Ospitaletto |          |
| C        | Giuseppe Cimmaruta   | Napoli      |          |
| D        | Gaetano Costa        | Siracusa    |          |
| A        | Antonio De Vitis     | Napoli      |          |
| D        | Giacinto Di Battista | Turris      |          |
| C        | Claudio Foscarini    | Atalanta    |          |
| P        | Luigi Genovese       | Brindisi    |          |
| D        | Roberto Giansanti    | Squinzano   |          |
| C        | Vincenzo Liguori     | Cosenza     |          |
| P        | Dario Marigo         | Lazio       |          |
| C        | Angelo Orazi         | Udinese     |          |
| C        | Maurizio Sandri      | Atalanta    |          |
| P        | Pasquale Visconti    | Irpinia     |          |

| Cessioni | Cessioni            | Cessioni | Cessioni |
| R.       | Nome                | a        | Modalità |
| -------- | ------------------- | -------- | -------- |
|          | Gennaro Aprea       |          |          |
|          | Antonio Arena       |          |          |
|          | Vincenzo Carannante |          |          |
|          | Colombini           |          |          |
|          | Genesio Del Prete   |          |          |
|          | Sebastiano Grassi   |          |          |
|          | Iovine              |          |          |
|          | Mistone             |          |          |
|          | Negrisolo           |          |          |
|          | Palazzese           |          |          |
|          | Riccardi            |          |          |
|          | Sansone             |          |          |

## Risultati

### Serie C1

#### Girone di andata
| Rende 18 settembre 1983 1ª giornata | Rende | 0 – 0 referto | Campania | Stadio Marco Lorenzon |

| Napoli 25 settembre 1983 2ª giornata                                     | Campania  | 3 – 0 referto | Akragas | Stadio San Paolo |
| \| \| \| \| \| Sorbello 46’ (rig.), 60’ Giansanti 52’ \| Marcatori \| \| |           |               |         |                  |
|                                                                          |           |               |         |                  |
| Sorbello 46’ (rig.), 60’ Giansanti 52’                                   | Marcatori |               |         |                  |

| Salerno 2 ottobre 1983 3ª giornata | Salernitana | 0 – 0 referto | Campania | Stadio Donato Vestuti |

| Napoli 9 ottobre 1983 4ª giornata                                    | Campania  | 1 – 1 referto  | Casertana | Stadio San Paolo |
| \| \| \| \| \| Sorbello 37’ (rig.) \| Marcatori \| 70’ Alivernini \| |           |                |           |                  |
|                                                                      |           |                |           |                  |
| Sorbello 37’ (rig.)                                                  | Marcatori | 70’ Alivernini |           |                  |

| Napoli 16 ottobre 1983 5ª giornata           | Campania  | 0 – 1 referto | Francavilla | Stadio San Paolo |
| \| \| \| \| \| \| Marcatori \| 51’ Nobili \| |           |               |             |                  |
|                                              |           |               |             |                  |
|                                              | Marcatori | 51’ Nobili    |             |                  |

| Arbitro: | Ronchetti (Carpi) |

|              |           |  |
| Galluzzo 87’ | Marcatori |  |

| Napoli 30 ottobre 1983 7ª giornata                | Campania  | 1 – 0 referto | Civitanovese | Stadio San Paolo |
| \| \| \| \| \| Tani 28’ (aut.) \| Marcatori \| \| |           |               |              |                  |
|                                                   |           |               |              |                  |
| Tani 28’ (aut.)                                   | Marcatori |               |              |                  |

| Siena 6 novembre 1983 8ª giornata                | Siena     | 1 – 0 referto | Campania | Stadio Artemio Franchi |
| \| \| \| \| \| Pernarella 60’ \| Marcatori \| \| |           |               |          |                        |
|                                                  |           |               |          |                        |
| Pernarella 60’                                   | Marcatori |               |          |                        |

| Casarano 13 novembre 1983 9ª giornata                                   | Virtus Casarano | 3 – 1 referto | Campania | Stadio Giuseppe Capozza |
| \| \| \| \| \| Corsini 5’, 42’ Navone 33’ \| Marcatori \| 41’ Sandri \| |                 |               |          |                         |
|                                                                         |                 |               |          |                         |
| Corsini 5’, 42’ Navone 33’                                              | Marcatori       | 41’ Sandri    |          |                         |

| Napoli 20 novembre 1983 10ª giornata                   | Campania  | 1 – 1 referto | Messina | Stadio San Paolo |
| \| \| \| \| \| Nobile 67’ \| Marcatori \| 72’ Silva \| |           |               |         |                  |
|                                                        |           |               |         |                  |
| Nobile 67’                                             | Marcatori | 72’ Silva     |         |                  |

| Benevento 27 novembre 1983 11ª giornata     | Benevento | 1 – 0 referto | Campania | Stadio Santa Colomba |
| \| \| \| \| \| Serena 6’ \| Marcatori \| \| |           |               |          |                      |
|                                             |           |               |          |                      |
| Serena 6’                                   | Marcatori |               |          |                      |

| Napoli 4 dicembre 1983 12ª giornata            | Campania  | 1 – 0 referto | Taranto | Stadio San Paolo |
| \| \| \| \| \| De Vitis 71’ \| Marcatori \| \| |           |               |         |                  |
|                                                |           |               |         |                  |
| De Vitis 71’                                   | Marcatori |               |         |                  |

| Foligno 11 dicembre 1983 13ª giornata                       | Foligno   | 0 – 1 referto             | Campania | Stadio Enzo Blasone |
| \| \| \| \| \| \| Marcatori \| 21’ De Vitis 76’ Sorbello \| |           |                           |          |                     |
|                                                             |           |                           |          |                     |
|                                                             | Marcatori | 21’ De Vitis 76’ Sorbello |          |                     |

| Napoli 18 dicembre 1983 14ª giornata | Campania | 0 – 0 referto | Cosenza | Stadio San Paolo |

| Foggia 8 gennaio 1983 15ª giornata                    | Foggia    | 1 – 0 referto | Campania | Stadio Pino Zaccheria |
| \| \| \| \| \| Desolati 45’ (rig.) \| Marcatori \| \| |           |               |          |                       |
|                                                       |           |               |          |                       |
| Desolati 45’ (rig.)                                   | Marcatori |               |          |                       |

| Terni 15 gennaio 1983 16ª giornata | Ternana | 0 – 0 referto | Campania | Stadio Libero Liberati |

| Napoli 22 gennaio 1983 17ª giornata                                       | Campania  | 2 – 1 referto | Barletta | Stadio San Paolo |
| \| \| \| \| \| Giansanti 27’ De Vitis 36’ \| Marcatori \| 43’ Barbieri \| |           |               |          |                  |
|                                                                           |           |               |          |                  |
| Giansanti 27’ De Vitis 36’                                                | Marcatori | 43’ Barbieri  |          |                  |

#### Girone di ritorno
| Napoli 29 gennaio 1984 18ª giornata                       | Campania  | 2 – 0 referto | Rende | Stadio San Paolo |
| \| \| \| \| \| De Vitis 22’ Sandri 52’ \| Marcatori \| \| |           |               |       |                  |
|                                                           |           |               |       |                  |
| De Vitis 22’ Sandri 52’                                   | Marcatori |               |       |                  |

| Agrigento 5 febbraio 1984 19ª giornata | Akragas | 1 – 1 referto | Campania | Stadio Esseneto |

| Napoli 12 febbraio 1984 20ª giornata         | Campania  | 0 – 2 (a tavolino) referto | Salernitana | Stadio San Paolo |
| \| \| \| \| \| \| Marcatori \| 7’ Zaccaro \| |           |                            |             |                  |
|                                              |           |                            |             |                  |
|                                              | Marcatori | 7’ Zaccaro                 |             |                  |

| Caserta 19 febbraio 1984 21ª giornata | Casertana | 0 – 0 referto | Campania | Stadio Alberto Pinto |

| Francavilla al Mare 26 febbraio 1984 22ª giornata                                            | Francavilla | 3 – 2 referto              | Campania | Stadio Valle Anzuca |
| \| \| \| \| \| Rossi I 41’ Borsellino 58’, 67’ \| Marcatori \| 32’ Giansanti 71’ De Vitis \| |             |                            |          |                     |
|                                                                                              |             |                            |          |                     |
| Rossi I 41’ Borsellino 58’, 67’                                                              | Marcatori   | 32’ Giansanti 71’ De Vitis |          |                     |

| Arbitro: | Basile (Siracusa) |

|              |           |               |
| Sorbello 63’ | Marcatori | 57’ Guastella |

| Civitanova Marche 11 marzo 1984 24ª giornata                   | Civitanovese | 1 – 1 referto | Campania | Stadio Polisportivo Comunale |
| \| \| \| \| \| Baldassarri 14’ \| Marcatori \| 31’ Sorbello \| |              |               |          |                              |
|                                                                |              |               |          |                              |
| Baldassarri 14’                                                | Marcatori    | 31’ Sorbello  |          |                              |

| Napoli 18 marzo 1984 25ª giornata | Campania | 0 – 0 referto | Siena | Stadio San Paolo |

| Napoli 1º aprile 1984 26ª giornata            | Campania  | 0 – 1 referto | Casarano | Stadio San Paolo |
| \| \| \| \| \| \| Marcatori \| 50’ Coletta \| |           |               |          |                  |
|                                               |           |               |          |                  |
|                                               | Marcatori | 50’ Coletta   |          |                  |

| Messina 8 aprile 1984 27ª giornata                                                 | Messina   | 1 – 3 referto               | Campania | Stadio Giovanni Celeste |
| \| \| \| \| \| Schillaci 83’ (rig.) \| Marcatori \| 40’, 82’ Sorbello 89’ Orazi \| |           |                             |          |                         |
|                                                                                    |           |                             |          |                         |
| Schillaci 83’ (rig.)                                                               | Marcatori | 40’, 82’ Sorbello 89’ Orazi |          |                         |

| Napoli 15 aprile 1984 28ª giornata                                                 | Campania  | 2 – 2 referto         | Benevento | Stadio San Paolo |
| \| \| \| \| \| Sorbello 41’ Giansanti 76’ \| Marcatori \| 68’ Napoli 86’ Torano \| |           |                       |           |                  |
|                                                                                    |           |                       |           |                  |
| Sorbello 41’ Giansanti 76’                                                         | Marcatori | 68’ Napoli 86’ Torano |           |                  |

| Taranto 29 aprile 1984 29ª giornata         | Taranto   | 0 – 1 referto | Campania | Stadio Erasmo Iacovone |
| \| \| \| \| \| \| Marcatori \| 55’ Orazi \| |           |               |          |                        |
|                                             |           |               |          |                        |
|                                             | Marcatori | 55’ Orazi     |          |                        |

| Napoli 6 maggio 1984 30ª giornata                           | Campania  | 0 – 2 referto             | Foligno | Stadio San Paolo |
| \| \| \| \| \| \| Marcatori \| 29’ Scarsella 62’ Roselli \| |           |                           |         |                  |
|                                                             |           |                           |         |                  |
|                                                             | Marcatori | 29’ Scarsella 62’ Roselli |         |                  |

| Cosenza 13 maggio 1984 31ª giornata                | Cosenza   | 2 – 0 referto | Campania | Stadio San Vito |
| \| \| \| \| \| Marulla 20’, 89’ \| Marcatori \| \| |           |               |          |                 |
|                                                    |           |               |          |                 |
| Marulla 20’, 89’                                   | Marcatori |               |          |                 |

| Napoli 20 maggio 1984 32ª giornata                                     | Campania  | 3 – 0 referto | Foggia | Stadio San Paolo |
| \| \| \| \| \| De Vitis 6’ Sorbello 54’, 58’ (rig.) \| Marcatori \| \| |           |               |        |                  |
|                                                                        |           |               |        |                  |
| De Vitis 6’ Sorbello 54’, 58’ (rig.)                                   | Marcatori |               |        |                  |

| Napoli 27 maggio 1984 33ª giornata | Campania | 0 – 0 referto | Ternana | Stadio San Paolo |

| Barletta 3 giugno 1984 34ª giornata | Barletta | 0 – 0 referto | Campania | Stadio Cosimo Puttilli |

### Coppa Italia

#### Primo Turno
Girone 1
| Arbitro: | Bianciardi (Siena) |

|              |           |                                      |
| Sorbello 85’ | Marcatori | 54’ Scanziani 66’ Guerrini 73’ Galia |

| Arbitro: | Polacco (Conegliano) |

|                               |           |  |
| Criscimanni 8’ Kieft 82’, 89’ | Marcatori |  |

| Napoli 28 agosto 1983 3ª giornata | Campania | 0 – 0 referto | Pistoiese | Stadio San Paolo |

| Napoli 31 agosto 1983 4ª giornata | Campania | 0 – 0 referto | Triestina | Stadio San Paolo |

| Cremona 4 settembre 1983 5ª giornata                                                                    | Cremonese | 4 – 2 referto         | Campania | Stadio Giovanni Zini |
| \| \| \| \| \| Galvani 7’ Bonomi 30’ Vialli 31’ Paolinelli 83’ \| Marcatori \| 44’ Liguori 86’ Arena \| |           |                       |          |                      |
| |           |                       |          |                      |
| Galvani 7’ Bonomi 30’ Vialli 31’ Paolinelli 83’                                                         | Marcatori | 44’ Liguori 86’ Arena |          |                      |

## Statistiche

### Statistiche di squadra
| Competizione                  | Punti | In casa | In casa | In casa | In casa | In casa | In casa | In trasferta | In trasferta | In trasferta | In trasferta | In trasferta | In trasferta | Totale | Totale | Totale | Totale | Totale | Totale | DR |
| Competizione                  | Punti | G       | V       | N       | P       | Gf      | Gs      | G            | V            | N            | P            | Gf           | Gs           | G      | V      | N      | P      | Gf     | Gs     | DR |
| ----------------------------- | ----- | ------- | ------- | ------- | ------- | ------- | ------- | ------------ | ------------ | ------------ | ------------ | ------------ | ------------ | ------ | ------ | ------ | ------ | ------ | ------ | -- |
| Serie C1 1983-1984 (Girone B) | 32    | 17      | 6       | 7       | 4       | 17      | 12      | 17           | 3            | 7            | 7            | 11           | 15           | 34     | 9      | 14     | 11     | 28     | 27     | +1 |
| Coppa Italia 1983-1984        | 2     | 3       | 0       | 2       | 1       | 1       | 3       | 2            | 0            | 0            | 2            | 2            | 7            | 5      | 0      | 2      | 3      | 3      | 10     | -7 |
| Totale                        | 34    | 20      | 6       | 9       | 5       | 18      | 15      | 19           | 3            | 7            | 9            | 13           | 22           | 39     | 9      | 16     | 14     | 31     | 37     | -6 |

### Statistiche dei giocatori
| Giocatore          | Serie C1 | Serie C1 | Serie C1    | Serie C1   |
| Giocatore          | Presenze | Reti     | Ammonizioni | Espulsioni |
| ------------------ | -------- | -------- | ----------- | ---------- |
| A. Arena           | ?        | 0        | ?           | 1          |
| M. Bodini          | ?        | ?        | ?           | 0          |
| G. Cimmaruta       | ?        | ?        | ?           | 0          |
| G. Costa           | ?        | ?        | ?           | 0          |
| M. Della Bianchina | ?        | ?        | ?           | 0          |
| A. De Vitis        | 27       | 7        | ?           | 0          |
| G. Di Battista     | ?        | ?        | ?           | 0          |
| C. Foscarini       | 25       | 0        | ?           | 0          |
| E. Gargiulo        | ?        | ?        | ?           | 0          |
| L. Genovese        | ?        | ?        | ?           | 0          |
| R. Giansanti       | ?        | 3        | ?           | 0          |
| M. Improta         | ?        | ?        | ?           | 0          |
| V. Liguori         | ?        | 0        | ?           | 1          |
| D. Marigo          | 29       | -23      | ?           | ?          |
| G. Massa           | ?        | ?        | ?           | 0          |
| L. Nobile          | ?        | 1        | ?           | 0          |
| A. Orazi           | ?        | 2        | ?           | 0          |
| M. Sandri          | ?        | 2        | ?           | 0          |
| O. Sorbello        | ?        | 11       | ?           | 1          |
| P. Visconti        | ?        | ?        | ?           | ?          |